# 田中正吉
田中 正吉（たなか まさよし、生没年不詳）は、戦国時代後期の武将。長宗我部氏及び香宗我部氏の家臣。通称は市之助、市介。名は政吉、尭徳とも。

## 略歴
正吉は天正から慶長年間にかけて長宗我部・香宗我部両家で活躍した人物である。生年は不明だが、元亀3年から天正2年迄に高野山高室院に対し父母の供養依頼を行った記録が残っていることから、少なくともその頃迄には成人して香宗我部家に出仕していたと見られる。なお父母ともに俗名は不明、父の戒名は『盛徹祐昌禅定門』、母は『清意祐源禅定尼』。
田中氏は長宗我部国親の頃には既に同家の本拠地周辺に給地を宛がわれており長宗我部氏の譜代家臣の一族と思われるが、正吉は長宗我部元親の弟の香宗我部親泰が入婿の形で香宗我部氏を継承した際、親泰に付けられ香宗我部氏に仕えたと見られる。ただし長宗我部家臣の立場を失った訳ではなく、同家の本拠地である岡豊城から程近い廿枝郷衆として天正～慶長年間の検地の際に検地奉行を務めるなど、長宗我部家臣としての活動も継続して見られる。香宗我部家においては、長宗我部氏の外交窓口として活躍した親泰の補佐的役割も担っていたと見られ、石山本願寺の関係者から親泰への仲介を依頼された書状が残っている。
また、阿波国侵攻に際しては、親泰の城代として海部鞆城を預かるなど、香宗我部、長宗我部両家の両属的家臣として活躍した。関ヶ原の戦い後に長宗我部家が改易された後は土佐国に留まり浪人したが、後に香宗我部家中の池内関助に殺害されたと伝わる。
出家した息子がおり、後に高僧となり瑞應寺脇寺福泉寺開基（かいき）・牛的和尚となる。なお牛的の弟子には希代の聖僧として地元で崇められる薫的和尚が出ており、薫的を祀る薫的神社の境内には牛的を祀る白椿神社がある。